# أربيمات
الأربيمات (الاسم العلمي: Arapaimidae) هي فصيلة من الأسماك تتبع رتبة عظميات اللسان من طائفة الأسماك العظمية.

## أجناس
- الأربيمة